# 唯仁山莊
唯仁山莊位於四川省成都市龍泉驛區，文物遺址年代判定為1936年。2007年6月1日公佈為四川省第七批文物保護單位。